# Aroapyrgus
Aroapyrgus is een geslacht van weekdieren uit de klasse van de Gastropoda (slakken).

## Soorten
- Aroapyrgus alleei Morrison, 1946
- Aroapyrgus chagresensis Morrison, 1946
- Aroapyrgus chefinesnoel Rolán, 2010
- Aroapyrgus cisterninus (B. Walker, 1919)
- Aroapyrgus clenchi (Goodrich & Van der Schalie, 1937)
- Aroapyrgus conchensensis (B. Walker, 1919)
- Aroapyrgus costaricensis (Mörch, 1860)
- Aroapyrgus guatemalensis (P. Fischer & Crosse, 1891)
- Aroapyrgus hinkleyi (B. Walker, 1919)
- Aroapyrgus joseanus Morrison, 1946
- Aroapyrgus mexicanus (Pilsbry, 1910)
- Aroapyrgus orizabensis (Crosse & P. Fischer, 1891)
- Aroapyrgus panamensis (Tryon, 1863)
- Aroapyrgus panzosensis (B. Walker, 1919)
- Aroapyrgus pasionensis (Goodrich & Van der Schalie, 1937)
- Aroapyrgus petenensis (Morelet, 1851)
- Aroapyrgus rhegoides (Morelet, 1851)
- Aroapyrgus stolli (Martens, 1901)
- Aroapyrgus subangulatus (Martens, 1899)
- Aroapyrgus tryoni (Pilsbry, 1904)
- Aroapyrgus vivens (H. B. Baker, 1930)